# Vương tôn Edward, Công tước xứ Kent
Vương tôn Edward, Công tước xứ Kent, KG, GCMG, GCVO (Edward George Nicholas Paul Patrick, sinh ngày 09 Tháng 10 năm 1935) là một thành viên của Vương thất Anh, đồng thời là em họ của Nữ vương Elizabeth II (cha ông là em ruột cha Nữ vương). Ông được thừa kế tước vị Công tước xứ Kent từ năm 1942 sau khi thân phụ ông qua đời trong một vụ tai nạn máy bay.
Vào thời điểm chào đời, Vương tôn Edward đứng thứ bảy trong danh sách kế vị ngai vàng Anh Quốc, sau Edward, Thân vương xứ Wales; Albert, Công tước xứ York; 2 chị họ Elizabeth và Margaret; Henry, Công tước xứ Gloucester (chú); và cha ông. Hiện tại, ông đứng thứ 40 trong danh sách.

## Tiểu sử

### Thiếu thời
Vương tôn Edward chào đời ngày 9 tháng 10 năm 1935, tại Quảng trường Belgrave thành phố Luân Đôn, Anh.Ông là con trai cả của Vương tử George, Công tước xứ Kent và mẹ là Vương tôn nữ Marina của Hy Lạp và Đan Mạch. Ông được rửa tội trong Nhà nguyện của Cung điện Buckingham vào ngày 20 tháng 11 năm 1935 bởi Tổng giám mục Canterbury, cha mẹ đỡ đầu của ông trong đó bao gồm Vua George V, Vương hậu Mary, Edward VIII, Mary, Vương nữ Vương thất, Vương tử Arthur, Vương nữ Louise.

### Giáo dục
Edward học tại Cao đẳng Eton sau đó chuyển đến Thụy Sĩ học tại Institut Le Rosey.Ông có thể nói thành thạo cả tiếng Anh và tiếng Pháp, thưở bé ông sống trong một môi trường được bao quanh bởi những người nói tiếng Pháp, điển hình như mẹ ông, Marina, giống với các chị em trước đây, bà hầu như chỉ nói tiếng Pháp.
Ngày 25 tháng 8 năm 1942, cha của Edward, Vương tử George qua đời trong một vụ tai nạn máy bay rơi. Edward khi đó mới 6 tuổi kế vị cha mình trở thành Công tước xứ Kent.Là thành viên của Vương thất Anh ông thay mặt cha mình thực hiện các nghĩa vụ vương thất từ khi còn nhỏ, ở tuổi 16 ông đã có mặt trong lễ tang của vua George VI với tư cách là Công tước xứ Kent và đi theo sau quan tài của Nhà vua khi đưa đến Nhà nguyện St George, Lâu đài Windsor và tham dự lễ đăng quang của Nữ vương Elizabeth II.

## Tước hiệu
- Ngày 9 tháng 10 năm 1935 - 25 tháng 8 năm 1942: Vương tôn Edward xứ Kent Điện hạ.
- Ngày 25 tháng 8 năm 1942 - nay: Công tước xứ Kent Điện hạ.